# Aston Martin DB10
Pour les articles homonymes, voir Aston Martin, DB et 10.
L'Aston Martin DB10 est une voiture de sport GT concept car du constructeur automobile britannique Aston Martin, créée exclusivement à 10 exemplaires pour le 24e film de James Bond « 007 Spectre » de 2015.

## Présentation
La DB10 est un concept car créée exclusivement pour le 24e film de James Bond 007 Spectre de 2015, sorti cinquante ans après la première apparition à l'écran de sa célèbre Aston Martin DB5 007 du film Goldfinger de 1964, créée par l'expert en effets spéciaux John Stears, et inspirée de l'Aston Martin DB Mark III du roman original Goldfinger (roman) de 1959 de Ian Fleming, et ressortie à 25 exemplaires Aston Martin Goldfinger DB5 Continuation en 2020.

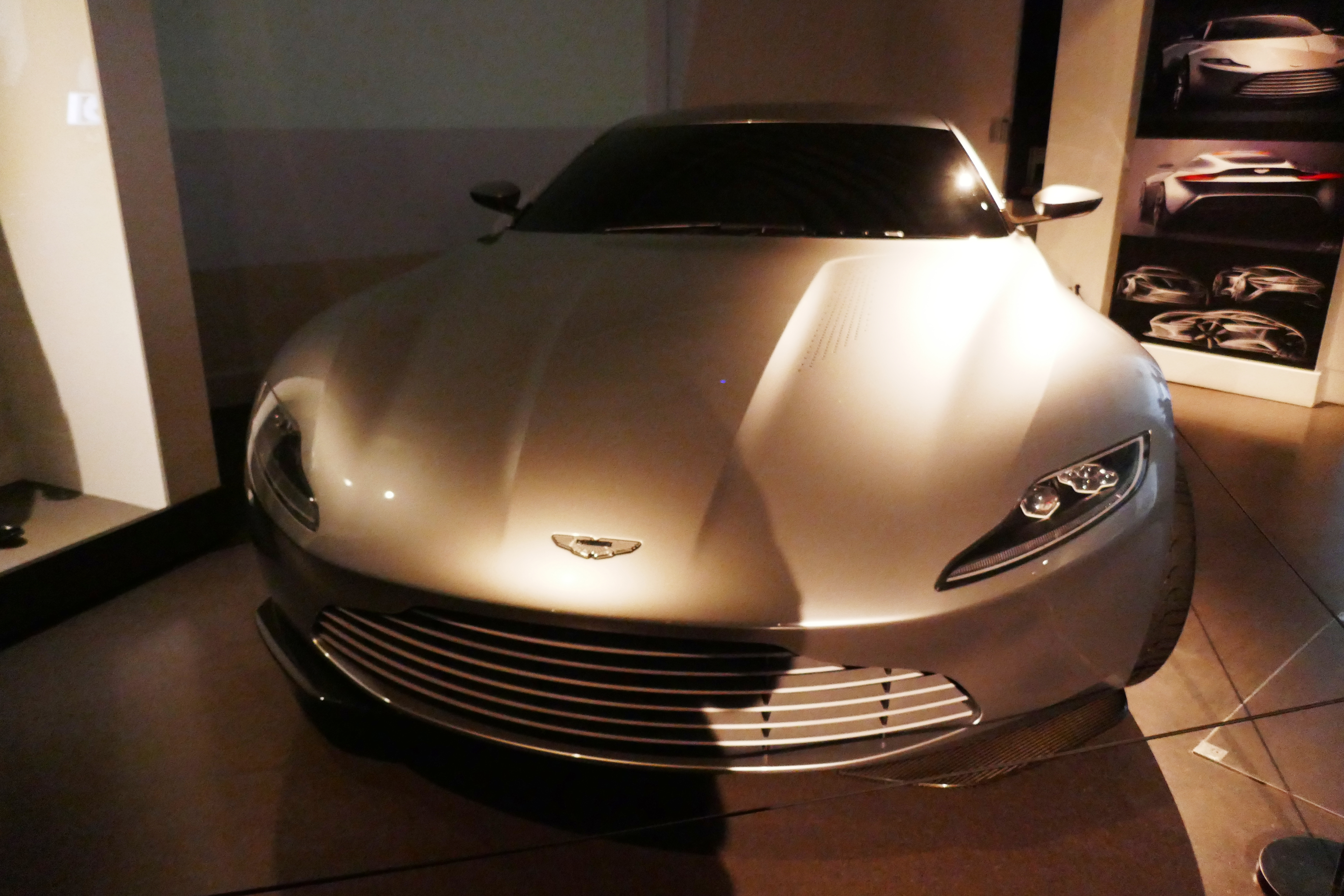
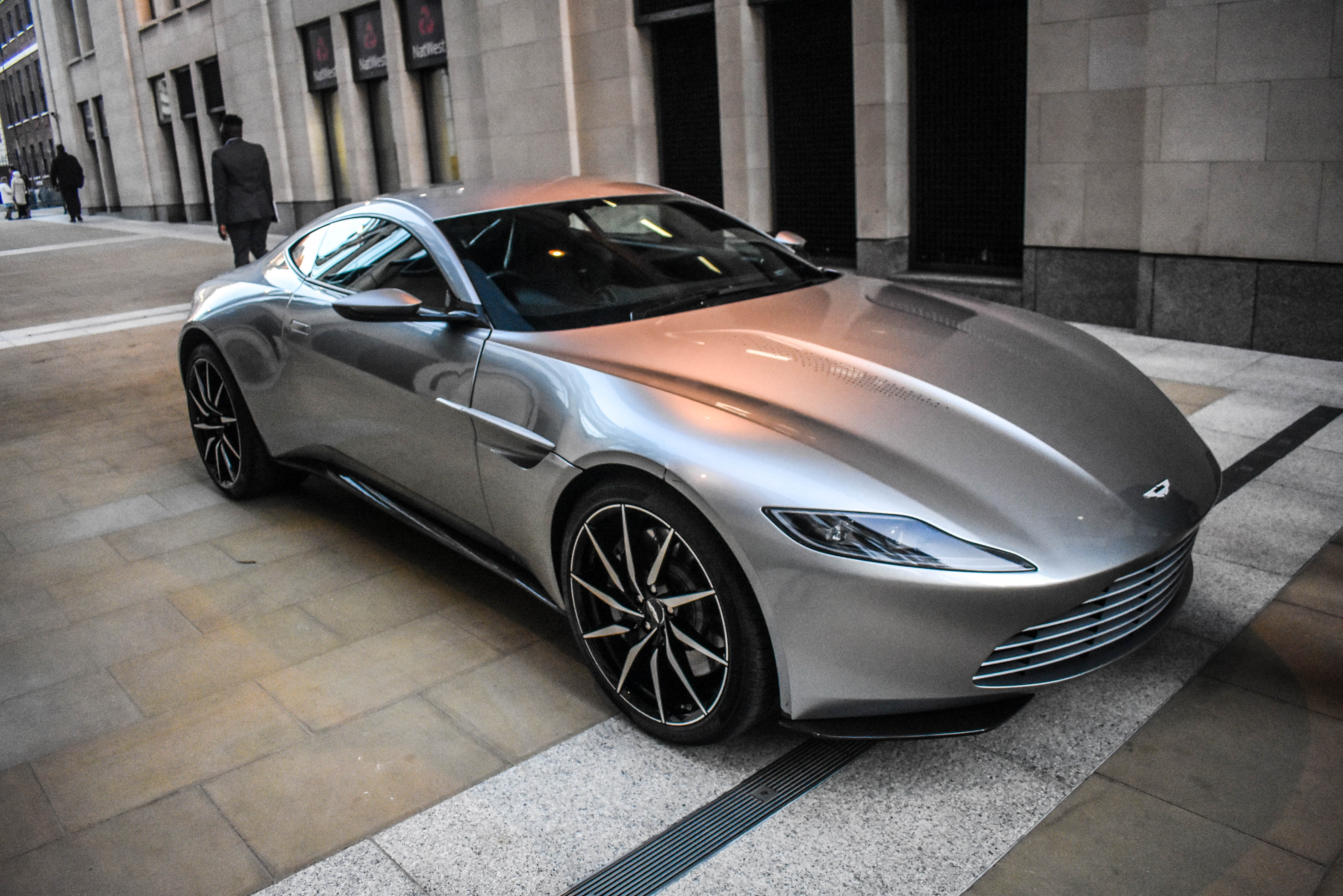

Elle est présentée le 4 décembre 2014 aux studios Pinewood près de Londres en 2014 par le réalisateur Sam Mendes et la productrice Barbara Broccoli, à l'occasion de la présentation officielle de leur film 007 Spectre, et construite en série limitée de 10 exemplaires pour le film. 

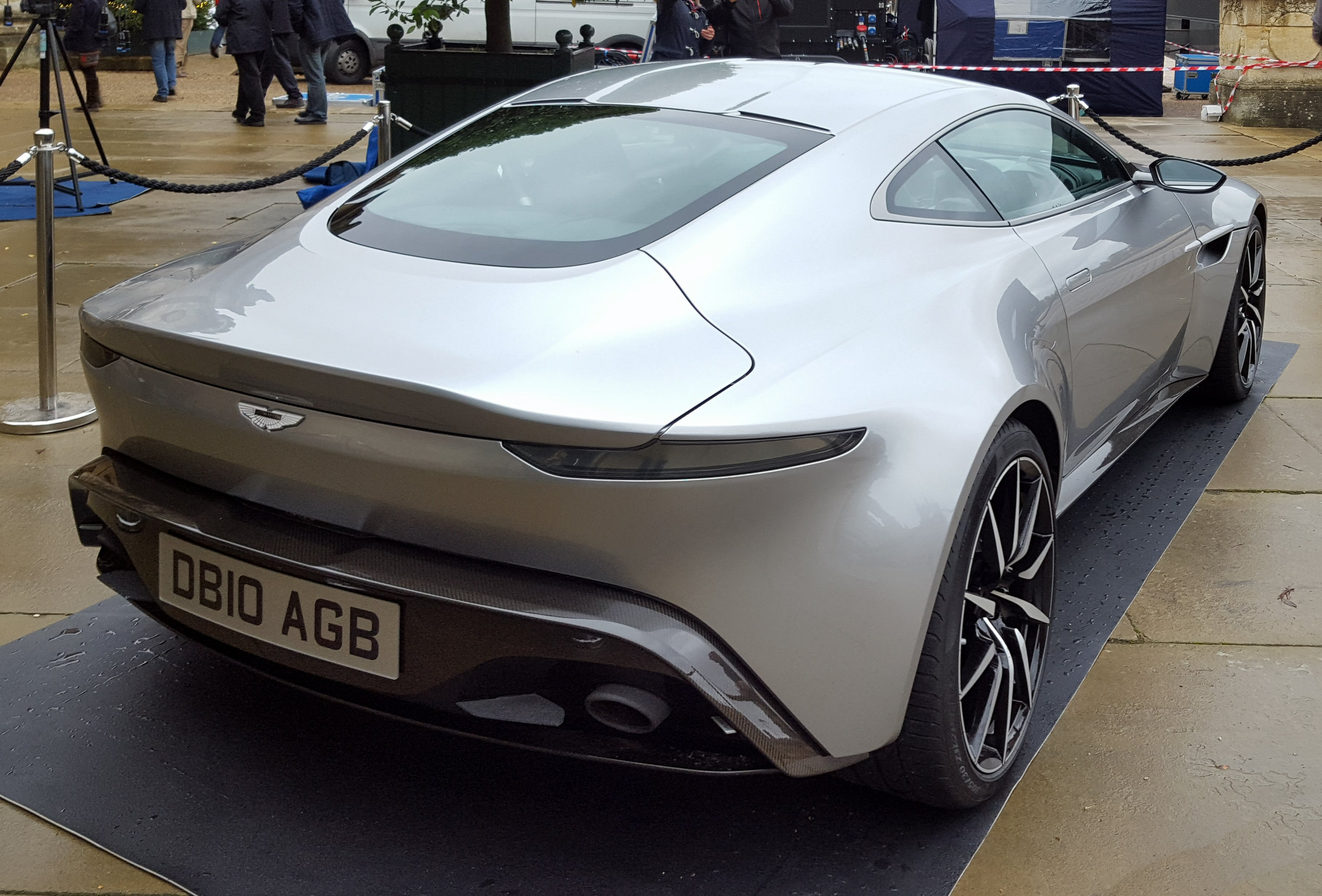
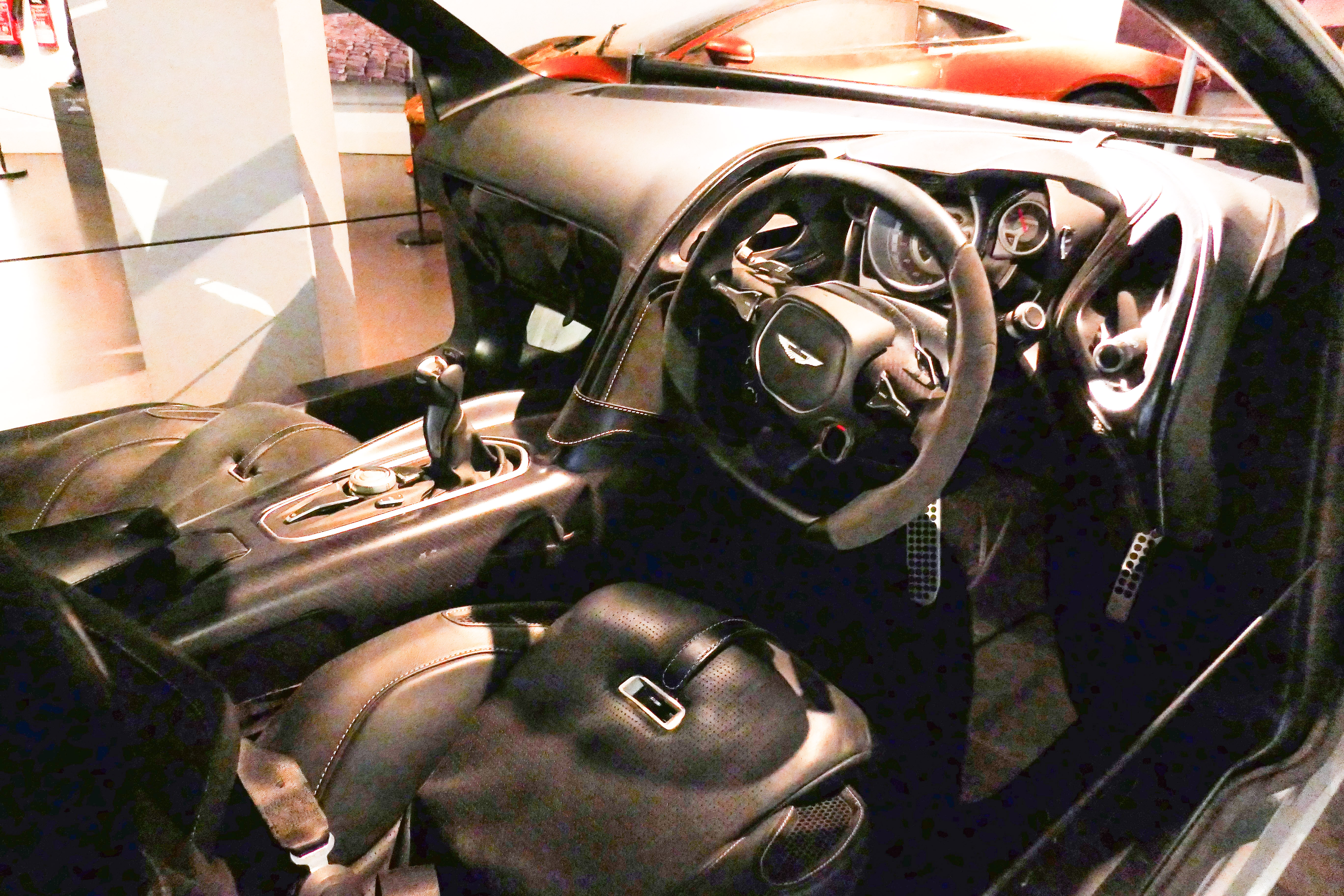

La DB10 est spécialement dessinée et développée pour le film par Marek Reichman (chef designer d'Aston Martin) et son équipe, en collaboration avec Sam Mendes. Elle est motorisée par un moteur V8 de 4,7 L de 426 ch d'Aston Martin V8 Vantage, pour une vitesse de pointe de plus de 300 km/h. Inspirée des précédentes Aston Martin DB9, Aston Martin One-77, et des formes bioniques des requins, elle annonce la nouvelle ligne stylistique design de la marque des Aston Martin DBX Concept (2015), Aston Martin DB11 (2016), Aston Martin DBS Superleggera (2018), Aston Martin Vantage (2018), Aston Martin DB12 (2023)... 
James Bond la pilote dans son 24e film Spectre, dans les rues de Rome et du Vatican, face à son rival au volant de sa Jaguar C-X75. Seulement dix exemplaires seront produits, tous destinés à la production du film, dont deux modèles seulement sortent intactes du tournage (malgré la demande de Q de les ramener intactes). L'une d'elles est exposée au Musée du Cinéma de Londres (en), et la seconde est vendue aux enchères le 19 février 2016 chez Christie's pour environ 2,4 millions de livre sterling (3 millions €) au profit de l'association caritative Médecins sans frontières.

## Au cinéma
- 2014 : 007 Spectre, de Sam Mendes.